# The First Law
The First Law ist eine Roman-Trilogie des britischen Fantasy-Autors Joe Abercrombie, bestehend aus den Bänden Kriegsklingen (englischer Originaltitel: The Blade Itself), Feuerklingen (Before They Are Hanged) und Königsklingen (Last Argument of Kings). Zusätzlich zur Trilogie existieren außerdem sechs weitere Bücher, die im selben fiktiven Universum angesiedelt sind.
Von klassischer Fantasy etwa im Stil des Dungeons & Dragons-Universums unterscheiden sich die Werke dabei vor allem durch den zurückhaltenden Einsatz von Fantasy-Elementen sowie durch den Verzicht auf eine klare Trennung zwischen Gut und Böse. Großes Lob erhielt die Reihe zudem für ihre gut ausgearbeiteten Charaktere.

## Die Welt
Im Laufe der Handlung besuchen die Charaktere verschiedene Länder, einige davon werden allerdings lediglich erwähnt, aber nicht – oder erst in den Standalone-Romanen – besucht. Die verschiedenen Gebiete gruppieren sich fast kreisförmig um ein Meer, so dass die bekannte Welt auch als Weltenrund bezeichnet wird, das drei Kontinente (den Norden, im Westen der Kontinent mit dem alten Kaiserreich und im Süden Kanta mit dem Reich von Gurkhul) und mehrere große (wie Midderland, Styria, Suljuk und Thond) und kleinere Inseln umfasst.
- Die Union ist ein (formal föderaler) Zusammenschluss von Midderland, Starikland, Angland sowie den Stadtprotektoraten Westport in Styria und Dagoska auf dem südlichen Kontinent Kanta. Die einzelnen Teilreiche verfügen über eine beschränkte Selbstverwaltung durch den jeweiligen Lord Gouverneur und sind im sogenannten offenen Rat vertreten (eine Art Adelsparlament). Regiert wird die Union von dem senilen König Guslav V., die tatsächliche Macht geht jedoch aufgrund seiner Handlungsunfähigkeit vom Geschlossenen Rat aus, dem nur zwölf führende Personen der Regierung angehören (wie der Lord Kanzler, die Oberbefehlshaber der Streitkräfte, der oberste Richter und der oberste königliche Inquisitor).
  - Midderland ist das Kernland der Union und beherbergt die Hauptstadt Adua. Es handelt sich um eine relativ große Insel, die etwa mittig im sogenannten Weltenrund liegt
  - Angland ist eine größere Halbinsel und gehört geographisch zum nördlichen Kontinent (nördlich von Midderland), politisch jedoch schon seit geraumer Zeit zur Union, woraus nicht nur eine kulturelle Heterogenität, sondern auch Konflikte zwischen der Union und den Nordmännern resultieren. In Angland existieren zudem Strafkolonien der Inquisition.
  - Starikland liegt auf dem westlichen Kontinent (westlich von Midderland) und grenzt damit an das alte Kaiserreich, die Hauptstadt ist Rostod.
- Gurkhul ist ein mächtiges Reich auf dem südlichen Kontinent Kanta mit der Hauptstadt Schaffa. Das Reich hat sich seine kleineren kantesischen Nachbarn einverleibt und wird regiert von Uthman-ul-Dosht, der jedoch auch unter dem Einfluss des Propheten Khalul steht. Im Norden des Kontinents liegt die Stadt Dagoska auf einer Halbinsel und teilt sich dadurch eine Grenze mit dem Reich von Gurkhul, das einige Jahre vor Beginn der Buchhandlung einen Krieg gegen die Union verloren hat.
- Der Norden ist streng genommen ein eigener Kontinent nördlich von Midderland, in der Union wird so aber vor allem das eher dünn besiedeltes Gebiet nördlich von Angland bezeichnet, auf das die Nordmänner unter ihrem ersten König Bethod Anspruch erheben. Die Nordmänner sind in den Augen vieler Einwohner der Union wenig mehr als primitive Barbaren und bekämpften sich oft gegenseitig, bis Bethod sie unter seiner Herrschaft vereinte.
- Styria ist ein zerstrittenes Land (eine sehr große Insel östlich von Midderland) mit einer Vielzahl sich bekriegender Stadtstaaten, angelehnt an das Italien der Renaissance, und ist Handlungsort des Standalone-Romans Racheklingen.
- Das Alte Kaiserreich im Westen war einst das Zentrum der zivilisierten Welt. Im Tal des Aos entstanden die ersten Städte der Menschheit und das große Reich wurde von der prächtigen Hauptstadt Aulcus aus regiert. Nach einer Katastrophe und den anschließenden Bürgerkriegen hat es seine besten Zeiten jedoch lange hinter sich gelassen und ist seitdem gefährlich zu bereisen – ein Zeichen dafür ist, dass es zeitweise 16 Kaiser gleichzeitig gab. Dennoch kann das Kaiserreich weiterhin beachtliche Mittel mobilisieren; nachdem es im Standalone-Roman Blutklingen unter Kaiser Goltus wieder weitgehend geeint wurde, vermeidet die Union penibel Zwischenfälle mit den kaiserlichen Truppen.

## Handlung
Den Hintergrund der Handlung bilden zwei Kriege: Den ersten eröffnet König Bethod, indem er von Norden her in Angland einfällt, woraufhin die Union Truppen dorthin entsendet. Der zweite zieht von Süden her herauf, dort will Uthman-ul-Dosht die Stadt Dagoska dem Reich von Gurkhul einverleiben, sodass der Union ein Krieg an zwei Fronten droht.

### Kriegsklingen
Logen Neunfinger, der gefürchtetste Mann des Nordens, wird bei einem Kampf mit den nicht-menschlichen Schanka von seinen Freunden getrennt. Sie für tot haltend – so wie sie ihn – macht er sich auf den Weg nach Süden. Er trifft auf Bayaz, den Ersten des Ordens der Magi, der seinen Schüler Malacus Quai und Logen für eine unbekannte Aufgabe mit nach Adua nimmt. Dort will er seinen Sitz im Geschlossenen Rat wieder einnehmen, muss jedoch vorher beweisen, dass er wirklich der sagenhafte Bayaz ist, der Adua Jahrhunderte zuvor verlassen hat. Das tut er, indem er das versiegelte Haus des Schöpfers in Adua öffnet, bei dieser Gelegenheit nimmt er außerdem eine Kiste von dort mit. Außerdem stößt gegen dessen Willen Jezal dan Luthar zu der Gruppe, ein adliger Offizier, der durch Bayaz’ heimliche magische Hilfe das jährliche Schwertkampfturnier gewonnen hat und eigentlich mit der Armee der Union nach Norden aufbrechen wollte, um Bethod aus Angland zu vertreiben. Ferro Maljinn, eine entlaufene und von Rache erfüllte Sklavin aus Gurkhul, und Bruder Langfuß vom Orden der Wegkundigen vervollständigen die Gruppe und bereiten sich auf eine Reise nach Westen vor.
Der königliche Inquisitor Sand dan Glokta (einst ein gefeierter Fechter und Kriegsheld, nach seiner Rückkehr aus der gurkhisischen Gefangenschaft ein körperlich gebrochener Mann), ist in der Zwischenzeit damit beschäftigt, Verräter innerhalb der Union aufzuspüren, was auch zur Auflösung einer mächtigen Händlergilde führt. Vor seinem Selbstmord teilt deren Oberhaupt Glokta noch mit, dass die Bank von Valint und Balk hinter all dem Verrat steckt, Glokta darf jedoch auf Weisung von Erzlektor Sult, seinem Vorgesetzten, nicht weiter in diese Richtung ermitteln. Stattdessen soll er erst Bayaz des Betrugs überführen, was fehlschlägt, da Bayaz tatsächlich ist, wer er vorgibt zu sein. Anschließend wird der Inquisitor nach Dagoska gesandt, um die Stadt von Verrätern zu säubern und gegen die heranrückenden Truppen von Gurkhul zu verteidigen.
Collem West, ein nicht adliger Offizier und Freund von Jezal dan Luthar, erhält Besuch von seiner Schwester Ardee. Da er als fähiger Veteran gilt und aus Angland stammt, wird er jedoch für Kriegsvorbereitungen herangezogen und hat keine Zeit für sie. So kommt es, dass sich Ardee stattdessen mit Jezal anfreundet und sich die beiden ineinander verlieben. West wird seiner Schwester gegenüber gewalttätig, als er davon erfährt, da wegen des Standesunterschiedes kaum eine Verbindung zwischen Ardee und Jezal entstehen kann – ein Dilemma, das auch Jezal zu schaffen macht. Bevor West mit der Armee nach Norden aufbricht, bittet er Inquisitor Glokta, einen alten Freund aus dem letzten Krieg gegen Gurkhul, darum, sich in seiner Abwesenheit um Ardee zu kümmern.
Logens Freunde wollen unterdessen Bethod vor den humanoiden Schanka warnen, obwohl der König des Nordens sie tot sehen will. Die erstarkenden Schanka drohen dem Norden in den Rücken zu fallen, während dieser in Angland einen Krieg gegen die Union führt. Einer von Bethods Söhnen nimmt die Nachricht entgegen, ohne sie jedoch ernstzunehmen, und tötet den Überbringer, Logens Freund Forley. Daraufhin ziehen die Übrigen unter der Führung von Rudd Dreibaum weiter nach Süden, um gemeinsam mit der Union gegen Bethod zu kämpfen.

### Feuerklingen
Bayaz, Quai, Logen, Ferro, Jezal und Bruder Langfuß machen sich auf den Weg nach Westen zum sogenannten Rand der Welt. Dafür müssen sie das von dauernden Bürgerkriegen zerrüttete Alte Kaiserreich durchqueren und stoßen wiederholt auf gewaltsamen Widerstand. Jezal wird bei einem Scharmützel schwer verletzt, Bayaz bringt sich durch den Einsatz von Magie an den Rand des Todes, letztendlich überleben sie jedoch. Vor allem dank Logens Kameradschaftlichkeit und wegen der Widrigkeiten, denen sie alle zusammen ausgesetzt sind, wächst die Gruppe im Laufe der Zeit ein wenig zusammen. Bayaz erzählt den anderen, was er am Rand der Welt sucht: Er will den Samen holen, einen Stein von der Anderen Seite, die auch die Quelle der Magie ist. Dieser wurde dort vor langer Zeit verborgen, und der Magus will ihn nutzen, um dem Propheten Khalul – einem anderen Magus – und seinen Dienern entgegenzutreten. Dazu braucht er Logen, der mit dem Geist sprechen kann, der den Stein bewacht, und Ferro, die teilweise dämonischen Ursprungs ist und daher als einzige den Stein berühren kann. Zur Aufbewahrung des Samens braucht Bayaz die Kiste, die er aus dem Haus des Schöpfers geholt hat. Am Ziel angekommen müssen sie jedoch feststellen, dass der Samen mit einem einfachen Stein vertauscht wurde. Enttäuscht machen sie sich auf den Rückweg.
Im Norden schließen sich Logens Freunde der Armee der Union an, die sich aufteilt, um Bethod zur Schlacht zu stellen. Der unfähige Kronprinz Ladisla hat ein eigenes Kommando erhalten, damit ihm der Ruhm für den erfolgreichen Krieg zugeschanzt werden kann. Er lässt sich jedoch von Bethod in eine Falle locken, seine Armee wird geschlagen, und zusammen mit West, den Nordmännern sowie Pike und Cathil, zwei Schmieden aus einem Straflager, flieht er in Richtung der übrigen Unionstruppen. Unterwegs versucht Ladisla, Cathil zu vergewaltigen, und wird daraufhin von West getötet. Die Unionsarmee kann Bethod schließlich zur Schlacht stellen, in der Rudd Dreibaum und Cathil sterben, jedoch keinen eindeutigen Sieg erringen, da Bethod Unterstützung von den Schanka erhält. Der Hundsmann wird der neue Anführer der Nordmänner, die für die Union kämpfen.
Inquisitor Glokta ist währenddessen damit beschäftigt, Dagoska auf die Verteidigung gegen Gurkhul vorzubereiten und den Verräter zu finden, der für das Verschwinden seines Vorgängers verantwortlich ist. Letzteres gelingt ihm, der Mörder ist jedoch kein richtiger Mensch, sondern eine Verzehrerin: Khalul und seine Diener verspeisen das Fleisch von Menschen, um übermenschliche Fähigkeiten zu erlangen, die Mörderin hat Gloktas Vorgänger daher einfach verspeist. Die Truppen von Gurkhul greifen schließlich die Stadt an, schaffen es aber lange Zeit nicht, sie einzunehmen. Als die Lage hoffnungslos wird, wird Glokta nach Adua zurückbeordert, wo wenig später der einzige verbliebene Sohn des Königs ermordet wird. Die sehr offensichtliche Spur führt zu einem Gesandten Gurkhuls, der nach dem Fall Dagoskas mit einem Friedensangebot gekommen war, nun aber hingerichtet wird. Glokta will jedoch die Wahrheit erfahren und ermittelt weiter, bis ein Vertreter der Bank Valint und Balk ihn zwingt aufzuhören – die Bank hatte Glokta in Dagoska finanziell unterstützt, was eine so lange Verteidigung der Stadt erst möglich gemacht hatte, sodass er nun in ihrer Schuld steht.

### Königsklingen
Einige Monate sind vergangen, in denen Bayaz mit seinen Gefährten nach Adua zurückgekehrt ist. Von dort aus macht sich Logen wieder auf den Weg nach Norden, wo er auf den Hundsmann und seine anderen noch lebenden Freunde trifft. Die Unionstruppen haben es inzwischen geschafft, Bethod aus Angland zu vertreiben, können aber keinen endgültigen Sieg erringen. Die Nordmänner, verstärkt durch immer noch unabhängige Hügelbewohner, sollen Bethod daher in eine Falle locken und verschanzen sich in einer Festung. Bethod will die Gelegenheit nutzen, seine wichtigsten Feinde im Norden auf einen Schlag zu beseitigen, und greift an. Die Unionstruppen verspäten sich, da ihr Befehlshaber plötzlich verstirbt und einige Zeit vergeht, bis überraschend Collem West zu seinem Nachfolger ernannt wird. Es gelingt dennoch, Bethod in die Flucht zu schlagen – im Laufe der Schlacht tötet Logen seinen Freund Tul Duru – und in der Stadt Carleon zu umzingeln. Logen tötet Bethods neuen Champion in einem Duell und anschließend Bethod selbst, woraufhin er zum König ausgerufen wird. Die Unionstruppen werden nach Adua zurückbeordert, einige Nordmänner unter Logen kommen mit ihnen.
Dort hat Bayaz inzwischen dafür gesorgt, dass Jezal das Kommando über die Truppen erhält, die einen Bauernaufstand beenden sollen. Dies gelingt ohne Probleme und Blutvergießen, da der Anführer der Bauern in Wirklichkeit ein Gefolgsmann von Bayaz ist. Jezal erhält einen Triumphzug, an dessen Ende jedoch der König stirbt. Der Offene Rat, der Adel der Union, will einen neuen König wählen, Bayaz verhindert dies jedoch, indem er verkündet, dass der verstorbene König einen unehelichen Sohn hat: Jezal. Dieser wird der neue König.
Glokta war seit dem Tod der Thronfolger damit beschäftigt, auf Geheiß von Erzlektor Sult durch Erpressung, Bestechung und andere Mittel Stimmen für die Königswahl zu sammeln. Durch Jezals Krönung werden Sults Pläne zunichtegemacht, Glokta versucht jedoch herauszufinden, ob die Geschichte von Bayaz glaubwürdig ist. Erneut werden seine Nachforschungen durch Valint und Balk gestoppt, die Bank fordert sogar, dass Glokta für sie Sult ausspioniert.
Schließlich fallen auch noch die Truppen von Gurkhul in Midderland ein und schaffen es rasch, Adua vollkommen einzuschließen, noch bevor die Unionsarmee aus dem Norden zurückgekehrt ist. Bayaz geht erneut ins Haus des Schöpfers, gefolgt von Ferro, die dabei zufällig den Samen entdeckt, der die ganze Zeit dort versteckt war. Dadurch bekommt Bayaz doch noch die Chance, Khaluls Diener zu töten, die im Gefolge der Armee von Gurkhul in die Stadt eindringen. Das gelingt ihm, wobei jedoch auch große Teile der Stadt verheert und zahlreiche Menschen getötet werden. Viele Weitere sterben danach durch den Einfluss des Samens, dessen Anblick allein für normale Menschen tödlich ist. Logens Freund Grimm wird während der Kämpfe von einem Verzehrer getötet.
Gurkhul wird am Ende aus Adua vertrieben, da auch West mit der Unionsarmee rechtzeitig zurückkehren kann. West stirbt jedoch schließlich durch den Einfluss des Samens. Glokta wird neuer Erzlektor, in Zusammenarbeit mit Valint und Balk, hinter denen in Wirklichkeit Bayaz steht. Zudem heiratet er Wests Schwester, um sie zu schützen. Da sie ein uneheliches Kind von Jezal erwartet, wäre sie ansonsten in Gefahr. Ferro hört seit dem Einsatz des Samens Stimmen von der Anderen Seite und verfügt über übermenschliche Fähigkeiten. Sie verlässt Adua, um in Gurkhul weiter Rache zu nehmen. Jezal bemüht sich darum, ein guter König zu sein, wird dabei jedoch von Bayaz kontrolliert, für den die Union letztlich nur ein Werkzeug im Kampf gegen Khalul ist. Logen kehrt, den Hundsmann als eine Art Botschafter zurücklassend, in den Norden zurück, wo sich inzwischen allerdings der Schwarze Dow, einer seiner Kameraden, zum König gemacht hat und versucht, Logen zu töten. Dieser springt daraufhin aus einem Fenster in den tief darunter liegenden Fluss.

## Charaktere
- Logen Neunfinger hat einen finsteren und blutigen Ruf, jedoch inzwischen genug vom Töten. Allerdings muss er feststellen, dass es nicht leicht ist, eine so blutige Vergangenheit wie die seine abzuschütteln. Als ehemaliger Champion hat er für Bethod zehn Duelle gewonnen, unter anderem gegen seine jetzigen Freunde und Gefolgsleute: Der Hundsmann, der schwarze Dow, Rudd Dreibaum, Tul Duru Donnerkopf, Harding Grimm und Forley der Schwächste fielen schließlich zusammen mit Logen in Ungnade und sind seitdem Bethods Feinde. Logen hat noch eine weitere Persönlichkeit: den blutigen Neuner, der in Extremsituationen die Kontrolle übernimmt und als tödlicher Kämpfer, der weder Schmerz noch Gnade kennt, unterschiedslos alle um ihn herum tötet, bis der Zustand der Raserei vorübergeht. Selbst Logens Freunde und Verbündete sind nicht vor dem blutigen Neuner sicher.
- Der Hundsmann, so genannt wegen seiner guten Nase, wurde einst von Logen im Duell besiegt und folgt ihm seitdem. Nach Logens vermeintlichem Tod übernimmt Rudd Dreibaum die Führung über die Gruppe, die sich im Krieg zwischen Bethod und der Union auf die Seite der Union schlägt.
- Bayaz, Erster des Ordens der Magi, ist uralt und eine wichtige historische Persönlichkeit. Unter anderem war er vor Jahrhunderten an der Gründung der Union beteiligt, die er als Werkzeug in seinem Krieg gegen den Propheten Khalul nutzt. Die Magie schwindet jedoch aus der Welt, weshalb er andere Mittel – wie die Union – nutzt, um seine Macht zu mehren. Dabei heiligt der Zweck für ihn die Mittel, und auch vor Mord und großen Kollateralschäden schreckt er nicht zurück, wenn er es für nötig hält.
- Sand dan Glokta war ein junger, selbstbewusster Oberst der Unionsarmee und Sieger des jährlichen Turniers und stammt aus einer angesehenen adeligen Familie. Im letzten Krieg gegen Gurkhul wurde er jedoch gefangen genommen, als er den Rückzug der Unionstruppen deckte, und verbrachte zwei Jahre der Folter in den Verliesen des gurkhisischen Imperators, bevor er nach dem Sieg der Union freigelassen wurde. Verkrüppelt, permanent von Schmerzen geplagt und von all seinen Freunden gemieden schloss er sich kurz darauf der Inquisition an und foltert nun selbst tatsächliche und vermeintliche Verräter. Seine Assistenten Frost – ein riesiger, lispelnder Albino – und Severard helfen ihm dabei.
- Jezal dan Luthar ist ein narzisstischer adliger Offizier aus wohlhabendem Haus und vor allem an Ruhm und seinem eigenen Wohlergehen interessiert – bis er Ardee kennenlernt, die Schwester seines Freundes Collem West. Zwar verliebt er sich in sie, gleichzeitig weiß er aber auch, dass eine Heirat mit einer nicht adligen Frau für ihn wegen des Standesunterschieds nicht infrage kommt und eine Beziehung ohne Heirat ihrem Ruf schaden würde. Nachdem er auch die Widrigkeiten des Lebens kennengelernt hat, versucht er, ein besserer Mensch zu werden, muss aber feststellen, dass seine eigenen immer noch vorhandenen Unzulänglichkeiten und institutionelle Hindernisse dem im Weg stehen.
- Collem West musste hart arbeiten, um trotz seines fehlenden Adels einen Offiziersposten zu erhalten. Er gewann das jährliche Turnier und machte sich im Krieg gegen Gurkhul einen Namen, hat aber auch ein hitziges Temperament, das ihn zuweilen die Kontrolle verlieren und gewalttätig werden lässt, selbst gegenüber seiner eigenen Schwester.
- Ferro Maljinn ist teilweise dämonischer Herkunft und nur auf Rache an Gurkhul aus. Als Kind wurde sie versklavt, zerschnitt sich dann erst das Gesicht, um ihren Preis zu schmälern, und floh schließlich. Bis Bayaz sie nach Adua holen ließ und ihr mit Hilfe des Samens Rache an Gurkhul versprach, führte sie ihren eigenen Guerillakrieg. Sie vertraut niemandem, ist hart, gewalttätig und scheint nur für die Rache zu leben, auch wenn es Logen zeitweilig gelingt, diese harte Schale ein wenig zu durchbrechen. Sie hat gelbe Augen und eine extrem gute Sehkraft, ist jedoch auch vollkommen farbenblind.

## Kritik
Besonderes Lob erhielt Kriegsklingen für seine Charaktere, so „setzt Abercrombie auf die Darstellung faszinierender Figuren in einem Beziehungsgeflecht, das in seiner Komplexität seines Gleichen sucht, dabei aber für den Leser jederzeit nachvollziehbar bleibt.“ Literatopia bezeichnet es als „ein sich, vom Einheitsbrei abhebendes Werk“, das „sehr gut ausgearbeitete und glaubwürdige Charaktere“ enthält.
Ähnlich bewertet wurde auch Feuerklingen: „Nicht die durchaus packenden Kampfbeschreibungen und Intrigen waren es, die mich so fasziniert haben, sondern die Zeichnung der Menschen und die Schicksale, die Abercrombie vor meinen Augen ausbreitete.“ Auch andere Aspekte wurden hervorgehoben: „Schwarz- und Weißmalerei sucht man in Abercrombies Welt vergebens“ urteilte eine weitere Kritik.
Diese Stärken finden sich auch in Königsklingen wieder. Der dritte Band wurde darüber hinaus als „gelungener Abschluss“ der Trilogie bezeichnet, diese gar als „Meisterwerk mit interessanten Ecken und Kanten“, die zeigt „wie aufregend realistisch, sarkastisch und abenteuerlich Fantasy noch sein kann.“

## Weitere Bücher im The-First-Law-Universum
Nach der Original-Trilogie wurden mit Racheklingen (Best Served Cold), Heldenklingen (The Heroes) und Blutklingen (Red Country) drei weitere Romane sowie mit Schattenklingen (Sharp Ends) ein Kurzgeschichtenband mit jeweils eigenständiger Handlung veröffentlicht. Von 2019 bis 2021 erschien zudem die neue Trilogie The Age of Madness, bestehend aus A Little Hatred (Zauberklingen), The Trouble with Peace (Friedensklingen) und The Wisdom of Crowds (Silberklingen). Deren Handlung spielt rund 30 Jahre nach dem Ende der Originaltrilogie.